# Trescientos millones
Trescientos millones es una obra teatral del escritor y dramaturgo argentino Roberto Arlt, estrenada en 1932 en el Teatro del Pueblo.
La obra habla de cómo una trabajadora doméstica llamada Sofía escapa de su realidad soñando que, gracias a la intervención de un personaje imaginario apodado Rocambole como referencia al personaje de Pierre Alexis Ponson du Terrail, recibe una herencia de trescientos millones. Sobre la base de eso, ella moldea toda una vida en su realidad imaginaria, en la que viaja por el mundo, se enamora y tiene una hija. En la obra, se hace una división entre el mundo astral, que representa a los sueños de la sirvienta, y el mundo real.

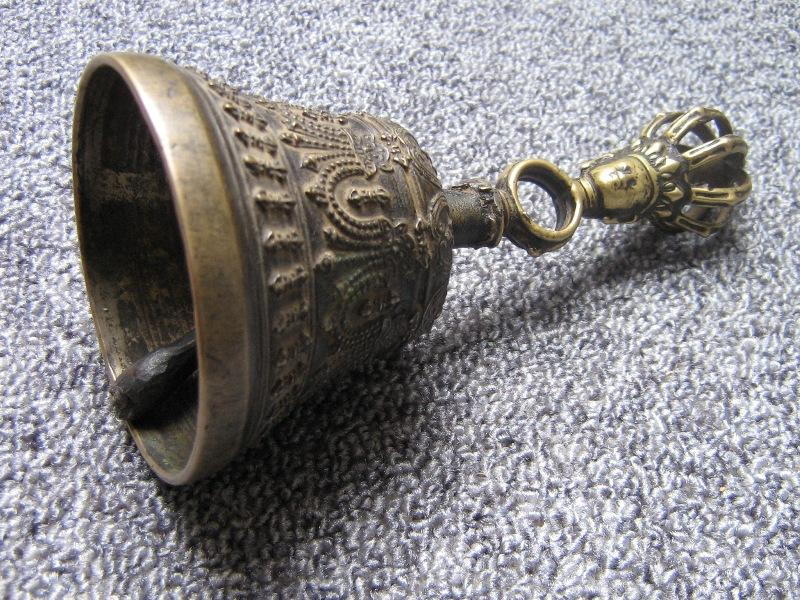
En la obra, una campanilla de servicio es usada como brecha entre el mundo de ensueño de la protagonista y el mundo real del que intenta escapar.

## Origen de la obra
La obra surgió de un hecho policial sobre el que Roberto Arlt tuvo que escribir una crónica siendo reportero del Diario Crítica, en el año 1927. Se trataba del suicidio de una sirvienta española, que se tiró a las cinco de la madrugada a las vías del tren que pasaba frente a la casa en donde trabajaba. Cuando empezó el autor a investigar sobre el caso en cuestión, le llamaron la atención tres detalles: la dueña de la casa le comentó que la criada no durmió la noche en la que cometió el suicidio, que pasó la noche sentada en el baúl inmigrante, y que al salir a la calle, había dejado encendida la luz de su habitación.
Después de este suceso, quedó en su cabeza la imagen de "una pobre muchacha triste que, sentada a la orilla de un baúl, en un cuartucho de paredes encaladas, piensa en su futuro sin esperanzas, al amarillo resplandor de una lamparita de veinticinco bujías".

## Resumen y análisis
La obra se compone de un prólogo y tres actos. En el caso del primer acto, se divide en tres cuadros, que a su vez se subdividen en distintas escenas. En el caso de los otros dos actos, se dividen únicamente en escenas.

### Prólogo
Se muestra una realidad astral, en donde diversos personajes provenientes de los sueños de varias personas, entablan un diálogo sobre los problemas de ser personajes de sueños. Se introduce al personaje de Rocambole, héroe imaginario que idealiza los sueños de la sirvienta. También se presenta al galán, que tendrá repercusión más adelante en la obra, y a otros personajes secundarios: el hombre cúbico, la reina bizantina, y el demonio. Cada uno de los personajes desarrolla los sueños de la persona que los invoca.

### Primer acto
En el primer cuadro, aparece Rocambole, quien le da la noticia a la criada sobre su herencia de trescientos millones. Las ensoñaciones de la sirvienta son interrumpidas por el timbre del servicio, que genera una ruptura entre la realidad y el mundo de ensueño de la protagonista.
En el segundo cuadro, Sofía utiliza su herencia para realizar un viaje en barco. El capitán mantiene un diálogo con ella, en donde hablan sobre el paisaje y sobre su vida. El autor remarca como la protagonista, debe mantener su traje de mucama, a pesar de ser millonaria. Esto es usado para generar el contraste entre el mundo al que pertenece y el mundo en el que sueña, recordando que en la realidad, ella sigue siendo una simple criada. Luego, la criada sueña con el galán, y surge una relación entre ellos. Por último, el timbre del servicio suena de vuelta, y en el mundo de sueños, los fantasmas critican la imaginación de Sofía y se quejan por tener que pertenecer a su sueño.
En el tercer cuadro, se muestra que la criada se ha casado con el galán, con quien tuvo una hija. Después de que el ama de cría hubiera salido al patio para amamantar a su bebé, se producen gritos y entra avisándole a Sofía que robaron a su hija. De nuevo, el timbre interrumpe el sueño de la sirvienta, y al irse, los personajes del sueño se muestran enojados por la excentricidad del sueño de la criada.

### Segundo acto
Sofía y Rocambole presencian el trato que un hombre, apodado "Compadre Vulcano", le da una chica de unos doce años llamada "Cenicienta", apodo dado por trabajar en una mina de carbón. Entra el rufián honrado, hombre que se dispone a "comprar" a la chica, pero al momento de hacerlo, la criada y Rocambole salen de su escondite, y rescatan a la niña. Después de un diálogo, Sofía descubre que la Cenicienta es la hija que le habían robado en el acto anterior. Esta escena es interrumpida por la aparición de la patrona, que le dice a la criada que hace media hora que la está llamando. Se ve cómo la protagonista intenta renunciar a su realidad, no acudiendo al llamado del timbre de servicio, y prefiere vivir en su fantasía.

### Tercer acto
La criada vive de nuevo con su hija, que ahora tiene veinte años. Ella entra y le dice a su mamá que está enamorada, y luego hace pasar a su novio. Sofía se encuentra muy feliz de verla enamorada, pero a la vez piensa que una vez que se case, la dejaría sola. La escena es interrumpida, esta vez, por el hijo de la patrona, que borracho intenta penetrar en el cuarto de la sirvienta quien decide suicidarse al verlo. Una vez hecho esto, los personajes de ensueño se ponen a bailar frenéticamente festejando la defunción de la "sirvienta millonaria", y el hecho de no tener que sufrir más con sus fantasías excéntricas.